# Pogonognathellus flavescens
Pogonognathellus flavescens är en hoppstjärt, ett urinsektsart som först beskrevs av Tycho Fredrik Hugo Tullberg 1871.  Pogonognathellus flavescens ingår i släktet Pogonognathellus, och familjen långhornshoppstjärtar. Det är en stor art med långa, böjliga antenner, som blir upp till 6,5mm. De två yttersta antennsegmenten är uppdelade i många små ringer och extremt böjliga. Kroppen är täckt av fjäll, vilket ger djuret ett mörkt grått, svagt glänsande utseende. Arten är allmän i förna, både i skog och öppna landskap med gräs- och örtvegetation. Arten är reproducerande i Sverige.